# Unlockable
『Unlockable』（アンロッカブル）は、音羽-otoha-の通算1枚目のミニアルバム。2023年4月19日にインディーズ・レーベルであるbokuraからリリースされた。

## 概要と背景
フォーエイト48脱退から約半年後の活動再開後に発表した「拝啓生きたがりの僕へ」や、自身初のタイアップソングとなった「ifのマーメイド」、TVアニメ『ぼっち・ざ・ろっく!』の劇中バンド結束バンドに書き下ろした楽曲「フラッシュバッカー」のセルフカバーなどを含む全6曲が収録された。

## リリース
2023年3月18日に『Unlockable』をリリースすることを発表した。通常盤でリリースされた。

## 収録内容
| 全作詞・作曲: 音羽-otoha-。 |                          |             |             |                                 |      |
| #                           | タイトル                 | 作詞        | 作曲・編曲  | 編曲                            | 時間 |
| 1.                          | 「アズライト」           | 音羽-otoha- | 音羽-otoha- | 音羽-otoha-、Wiz_nicc、三井律郎 | 2:54 |
| 2.                          | 「ifのマーメイド」       | 音羽-otoha- | 音羽-otoha- | 音羽-otoha-、Wiz_nicc、奈良悠樹 | 4:14 |
| 3.                          | 「ダンスホール」         | 音羽-otoha- | 音羽-otoha- | 音羽-otoha-、Wiz_nicc           | 3:33 |
| 4.                          | 「六秒間」               | 音羽-otoha- | 音羽-otoha- | 音羽-otoha-、Wiz_nicc、奈良悠樹 | 4:10 |
| 5.                          | 「フラッシュバッカー」   | 音羽-otoha- | 音羽-otoha- | 音羽-otoha-、三井律郎           | 4:25 |
| 6.                          | 「拝啓生きたがりの僕へ」 | 音羽-otoha- | 音羽-otoha- | 音羽-otoha-、Wiz_nicc           | 3:39 |
| 合計時間:                   | 合計時間:                | 合計時間:   | 22:55       |                                 |      |